# Tropasteron palmerston
Tropasteron palmerston là một loài nhện trong họ Zodariidae.
Loài này thuộc chi Tropasteron. Tropasteron palmerston được B.C.Baehr miêu tả năm 2003.